# Voies aérodigestives supérieures

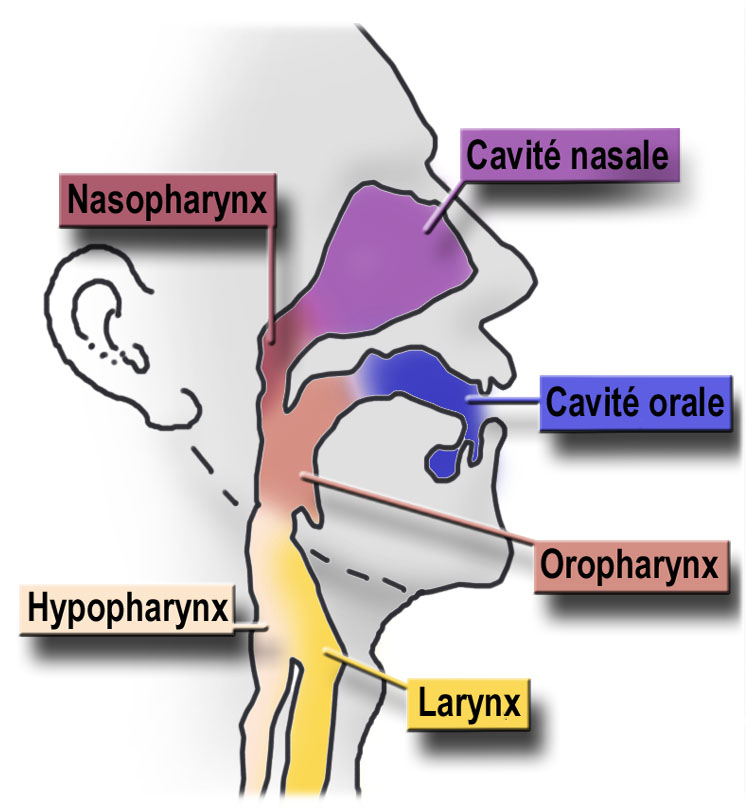
Schéma des voies aérodigestives supérieures

Dans le domaine médical et vétérinaire, les voies aérodigestives supérieures (VADS) sont l'ensemble des cavités orales, nasales, le nasopharynx (ou rhinopharynx), l'oropharynx, l'hypopharynx et le larynx.
Elles sont tapissées de muqueuses particulières, qui se renouvellent abondamment et sont protégées par un mucus. Ces muqueuses sont notamment impliquées dans le goût et l'odorat.

## Description
Les voies aérodigestives supérieures constituent :
- la partie haute de la voie respiratoire (qui débute aux narines et comprend successivement les fosses nasales, le nasopharynx, l'oropharynx et le larynx) pour s'arrêter au début de la trachée. Les sinus de la face et de l'oreille moyenne y sont connectés.
- la partie haute de la voie digestive (qui débute aux lèvres et incluent la bouche, l'oropharynx et l'hypopharynx pour s'arrêter au sphincter qui marque l'entrée de l'œsophage dit bouche œsophagienne de Killian).

Ces deux voies se croisent au niveau de l'oropharynx.

## Pathologies
Les voies aérodigestives supérieures sont le lieu de pathologies diverses, respiratoires et digestives. Elles sont exposées aux microbes et aux polluants ou toxiques introduits via l'inhalation et l'alimentation. Leur étude relève principalement de l'Oto-rhino-laryngologie

### Cancers
Il existe de nombreux cancers des voies aérodigestives supérieures : carcinomes épidermoïdes le plus souvent (plus de 95 % des tumeurs), adénocarcinomes (cancers glandulaires), lymphomes, sarcomes (rarement), , tumeurs nerveuses, mélanomes. 
Ces cancers sont favorisés par la pollution de l'air, le tabac et l'alcool,. Tous les alcools favorisent ces cancers (vin, bière, alcool forts…).
Ils sont particulièrement fréquents en France (plus de 17 000 cas par an) et notamment dans le nord du pays qui semble détenir des records nationaux et mondiaux, probablement en raison d'une consommation combinée et forte d'alcool et de tabac à laquelle s'ajoute une exposition plus forte à de nombreux polluants (région de séquelles de guerre et industrielles, d'agriculture intensive et carrefour en termes de transport terrestres et maritime).  
Avec environ 10 000 décès annuels, ils correspondent en France à 15 % des cancers mortels chez l'homme (en faible diminution) et à 2 % des cancers mortels de la femme (en augmentation, probablement en raison de l'augmentation du tabagisme féminin et de la consommation d'alcool par les femmes).